# Maria Antònia Oliver Cabrer
Maria Antònia Oliver Cabrer (Manacor, Baleares, 4 de diciembre de 1946 - Sancellas, Baleares, 10 de febrero de 2022) fue una escritora española en lengua catalana, residente en Barcelona desde 1969. Fue principalmente conocida por su producción novelística y de narrativa breve, y también ha cultivado la traducción (al español y al catalán), el ensayo literario, la literatura infantil, la dramaturgia y la escritura de guiones. Poseía cincuenta años de publicaciones y un gran número de premios que avalaban su trayectoria. Fue una de las escritoras punteras de la generación literaria de los 70 (al igual que su marido, Jaume Fuster). Se inició en la literatura con novelas centradas en la problemática de las transformaciones de la sociedad de Mallorca, con una base rondallística, fantástica y onírica.
Su narrativa es variada y da un protagonismo especial a la mujer. Tiene unas once novelas publicadas. Una de sus producciones más destacadas está dentro del campo de la novela negra, donde produjo una serie de la detective mallorquina afincada en Barcelona, Lònia Guiu, donde toca temas de crítica social en un ambiente trepidante. También en el campo de la crítica social, una de sus obras más poderosas es Joana E., de 1992, con la que ganó el Premio Prudenci Bertrana donde toca el tema de los cambios sociales en la posguerra.
En el campo de la narrativa breve, forma parte del colectivo Ofèlia Dracs, y también tiene seis recopilaciones de su narrativa breve, una de las cuales es el volumen L'illa i la dona (2003), que recoge una selección de las obras anteriores.

## Biografía
Era originaria de Manacor, y de muy joven se sintió atraída por la literatura, primero como lectora y tímida poeta, y pronto como autora de narrativa. Esta pasión por la literatura tuvo unos orígenes bien definidos: la rica rondallística mallorquina recogida por el padre Antoni M. Alcover, que Oliver conoció de muy pequeña a través de las versiones que le contaba un tío abuelo. Así, las raíces de algunas de sus obras, como Cròniques de la molt anomenada ciutat de Montcarrà (Crónicas de la muy nombrada ciudad de Montcarrá (1972), y sobre todo El vaixell d'Iràs i no Tornaràs (El bajel de Irás y no Tornarás (1976) tendrián el sustrato de las rondallas mallorquinas de las cuales, muy pronto, se convertiría en una apasionada lectora.
Entonces todavía no tenía claro que quería ser escritora, pues también quería ser artista de cine y azafata de a bordo, y no fue hasta los 17-18 años que fue cambiando, poniéndose a estudiar el bachillerato, encontrando nuevos amigos, se interesó por la política, comenzó a fumar y se convirtió en una chica rebelde. Y descubrió su verdadera vocación, que la llevó a hacer sus primeras probaturas literarias, primero en castellano. Pero después de seguir un curso de catalán con Aina Moll Marquès (fuera de las horas lectivas), ya siempre escribiría en catalán, salvo algunos artículos en castellano cuando aún no había periódicos catalanes.
Por eso no fue de extrañar que, con apenas 23 años, irrumpiera en la narrativa catalana del momento, con una obra que el escritor Lorenzo Villalonga (1898-1980), en la presentación pública que haría en abril de 1971, la calificará de pequeña obra maestra. Se trató de la novela  Cròniques d'un mig estiu (Crónicas de un medio verano), publicada en Barcelona en 1970, una ciudad donde se trasladará a vivir esos mismos años ya que, en el ínterin, en su Mallorca natal, Oliver conoció al escritor Jaume Fuster (1945-1998) con quien se casaría y, hasta su prematura muerte, compartió vida y literatura.
Una vez en Barcelona, participó de los movimientos literarios más vanguardistas y, con los escritores de la época y de su misma edad, o menos, conformarían la "Generación literaria de los setenta", nombre que tiene su origen en el libro del mismo título de Guillem-Jordi Graells (1950) y Oriol Pi de Cabanyes (1950), cuyo contenido es una recopilación de entrevistas a un conjunto de escritores con voluntad renovadora y rupturista.
Aunque nunca dejaría de estar en contacto con su Mallorca natal, será en Barcelona donde publicó la mayor parte de su obra, y donde desarrolló gran parte de sus colaboraciones literarias. Ella misma decía que "para mí escribir es vivir, vivir es escribir", y será pues escribiendo en los géneros y campos más diversos que María-Antonia Oliver intentará fundir las necesidades de subsistencia con aquellas tareas que más se ajustan a su vocación: durante años colaborará en la prensa escrita, será responsable del ámbito de Producción Literaria del Congreso de Cultura Catalana (celebrado en Barcelona, en 1977), se dedicó a la traducción literaria (recordemos, en este sentido, su versión de Moby Dick, obteniendo en 1985 el Premio a la Traducción al catalán de la Generalidad de Cataluña), hará guiones para la televisión, y también trabajó para el Circuito Catalán de la TVE, en los programas "Signes", y "Cinc cèntims de cultura", presentando a los autores catalanes más importantes del momento, entre ellos Josep M. Llompart, Francesc de B. Moll, Mercè Rodoreda, Llorenç Villalonga, Maria-Aurèlia Capmany, Joan Perucho, Joan Fuster, etc.
Además de su obra narrativa, que conforma el grueso de su producción, Maria-Antònia Oliver ha cultivado el teatro, con obras como Negroni de ginebra, y la adaptación teatral de la obra de Salvador Galmés, La dida (La nodriza). En el campo audiovisual, ha trabajado en guiones cinematográficos, para la televisión y la radio, de los cuales pueden destacarse, entre otras: "Vegetal", "Muller qui cerca espill", "Que patines, Laura?". Ha formado parte, asimismo, del Colectivo Ofèlia Dracs.
Su narrativa tiene una amplia gama de recursos: en algunas de sus obras el nudo central lo conforman las relaciones de varias generaciones o de sagas familiares (Cròniques de la molt anomenada ciutat de Montcarrà, Amor de cans...); y en otros, la autora nos remitirá a mundos oníricos y mitológicos (este sería el caso de algunas narraciones de Trípticos o de la novela Crineres de fuego, aunque en esta última también vemos reflejada esta necesidad de explicarse el mundo a través de los antecesores).
También encontramos su incursión en el género detectivesco, siguiendo la tradición de los autores de las novelas policíacas, con la creación, de un personaje que, a diferencia de la mayoría de detectives que nos ha legado la literatura, será una detective. Y al menos, en cuanto a la literatura catalana, será la primera autora que incorporará este personaje femenino en el género: Lònia Guiu ha sido la heroína de las novelas Estudio en lila, Antípodas, y El sol que hace el pato, obras que han sido traducidas a varias lenguas.
Después de publicar Joana E (premio Prudenci Bertrana 1991), la Institución de las Letras Catalanes, de la Generalidad de Cataluña, la propuso ser "Escritora del mes", lo que le dio la oportunidad de recorrer, durante treinta días, municipios catalanes, y de contactar directamente con parte de su público. En 1995 publicó Amor de cans (premio Llorenç Villalonga de la Ciudad de Palma) y comenzó una nueva novela, que no terminaría hasta más tarde.
En julio de 1997, le tuvieron que trasplantar el corazón. Esa operación le inició un largo período de silencio, silencio que se prolongó porque, el 31 de enero de 1998, murió su marido, Jaume Fuster, lo que la incapacitó para volver a escribir. Las palabras no le eran amigas, como decía ella misma en una entrevista con motivo de la aparición de Tallats de lluna, en octubre del 2000, el título de la novela que había comenzado cinco años atrás. Al final de esta novela hay una larga nota de agradecimiento a los amigos y amigas que la han ayudado a vivir y a volver a escribir.
Ha colaborado en publicaciones como El Correo Catalán, Serra d'Or, Canigó, Amb Potes Rosses Archivado el 17 de enero de 2012 en Wayback Machine., Diari de Barcelona, y el Avui. En colaboración con el fotógrafo Toni Catany publicó el libro de reportajes Les illes, de 1975. Como traductora del inglés, francés, e italiano, ha traducido al catalán obras de Virginia Woolf, Robert Louis Stevenson, Mark Twain, y de Herman Melville (su versión de Moby Dick le mereció el Premio Literatura Catalana de la Generalidad el año de 1985), entre otros, y también tradujo obras al español. Sus obras, a su vez, han sido traducidas al alemán, inglés, castellano, francés, italiano, neerlandés, y al portugués.

## Obra

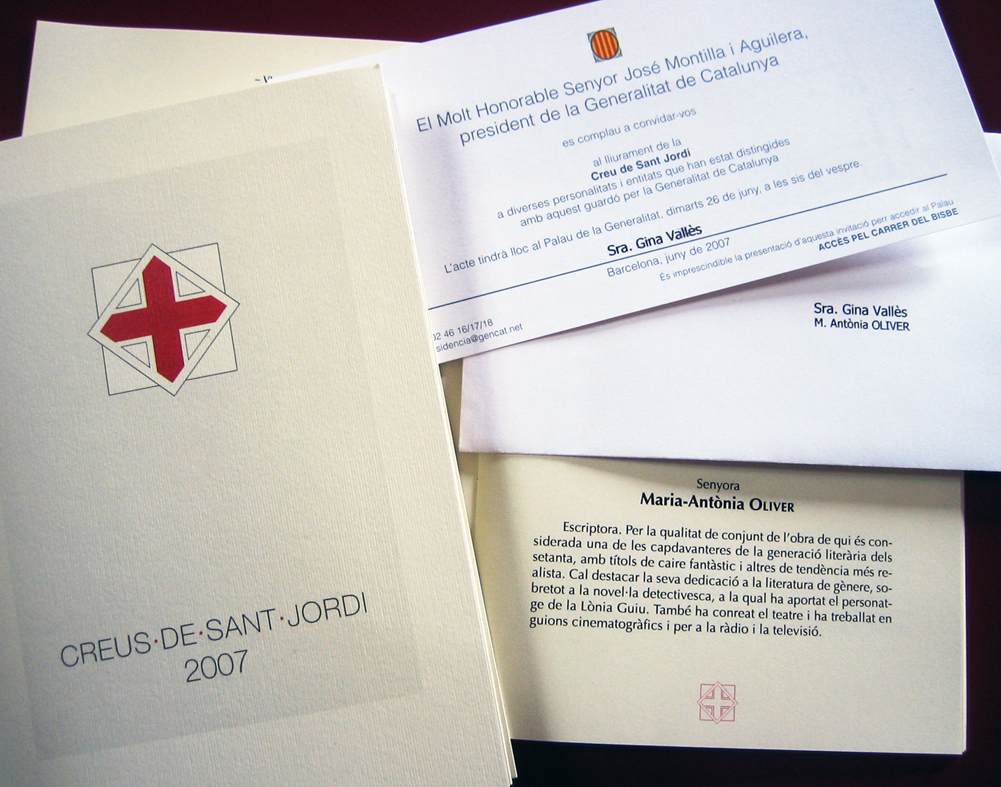
Vista de la Creu de Sant Jordi, otorgada a la autora en 2007 por su trayectoria como escritora.

### Novelas
- Cròniques d'un mig estiu. Barcelona: Club Editor, 269 pp. ISBN 84-7329-017-8, ISBN 978-84-7329-017-3 1970

- Cròniques de la molt anomenada ciutat de Montcarrà. Barcelona: Edicions 62, 1972

- El vaixell d'Iràs i no Tornaràs. Barcelona: Laia, 1976; Barcelona: La Magrana, 1990

- Punt d'arròs. Barcelona: Galba Edicions, 1979; Barcelona: Kapel, 1985; Barcelona: Edicions 62, 1996

- Crineres de foc. Barcelona: Laia, 1985; Barcelona: Edicions 62, 352 pp. ISBN 84-297-6691-X, ISBN 978-84-297-6691-2 2002 (finalista del Premio Sant Jordi 1984) en línea

- Estudi en lila. Barcelona: La Magrana, 198 pp. ISBN 84-8264-310-X, ISBN 978-84-8264-310-6 1985. Serie detectivesca de la Lònia Guiu

- Antípodes. Barcelona: La Magrana, 1988. Serie detectivesca de la Lònia Guiu

- Joana E. Barcelona: Edicions 62, 1992; Barcelona: Col·lecció Quinze Grans Èxits AIE, 320 pp. ISBN 84-96863-57-3, ISBN 978-84-96863-57-6 1993 (Premio Prudenci Bertrana 1991) en línea

- El sol que fa l'ànec. Barcelona: La Magrana, 1994. Serie detectivesca de la Lònia Guiu

- Amor de cans. Barcelona: Edicions 62, 1995. (Premio Ciudad de Palma-Llorenç Villalonga de novela 1994)

- Tallats de lluna. Barcelona: Edicions 62, 2000

### Narrativa breve
- Coordenades espai-temps per guardar-hi les ensaïmades. Barcelona: Pòrtic, 1975; Barcelona: Edicions 62, 1995

- Figues d'un altre paner. Palma de Mallorca: Ed. Moll, 1979

- El Pacaticú. Barcelona: Publicacions de l'Abadia de Montserrat, 1988

- Tríptics. Barcelona: Edicions 62, 1989

- L'illa i la dona. Trenta-cinc anys de contes. Barcelona: Edicions 62, 2003 (selección de algunas obras anteriors)

- Colors de mar. Barcelona: Proa, 2007

y también, con el colectivo Ofèlia Dracs, narraciones dentro de los siguientes libros de cuentos
- Lovecraft, Lovecraft. Barcelona: Edicions 62, 1981. Género de terror

- Negra i consentida. Barcelona: Laia, 1983. Género detectivesco

- Essa Efa. recull de contes intergalàctics. Barcelona: Laia, 1985; Barcelona: Edicions 62, 1996. Género de ciencia ficción

- Boccato di cardinali. València: Tres i Quatre, 1985. Temática gastronómica

- Misteri de reina. València: Tres i Quatre, 1994

### Narrativa breve antologada
- Dones soles: 14 contes. Barcelona: Planeta, 1995

### Narrativa infantil y juvenil
- Margalida perla fina. Barcelona: Publicaciones de la Abadía de Montserrat, 1985

### Dramaturgia
- Negroni de ginebra. Estrena. Zitzània Teatre, Terrassa, 1991

- Negroni de ginebra. Barcelona: Edicions 62, 1993

- La dida. Palma de Mallorca: Editorial Moll, 1996 (adaptación teatral de la obra de Salvador Galmés)

### Guiones de ficción difundidos

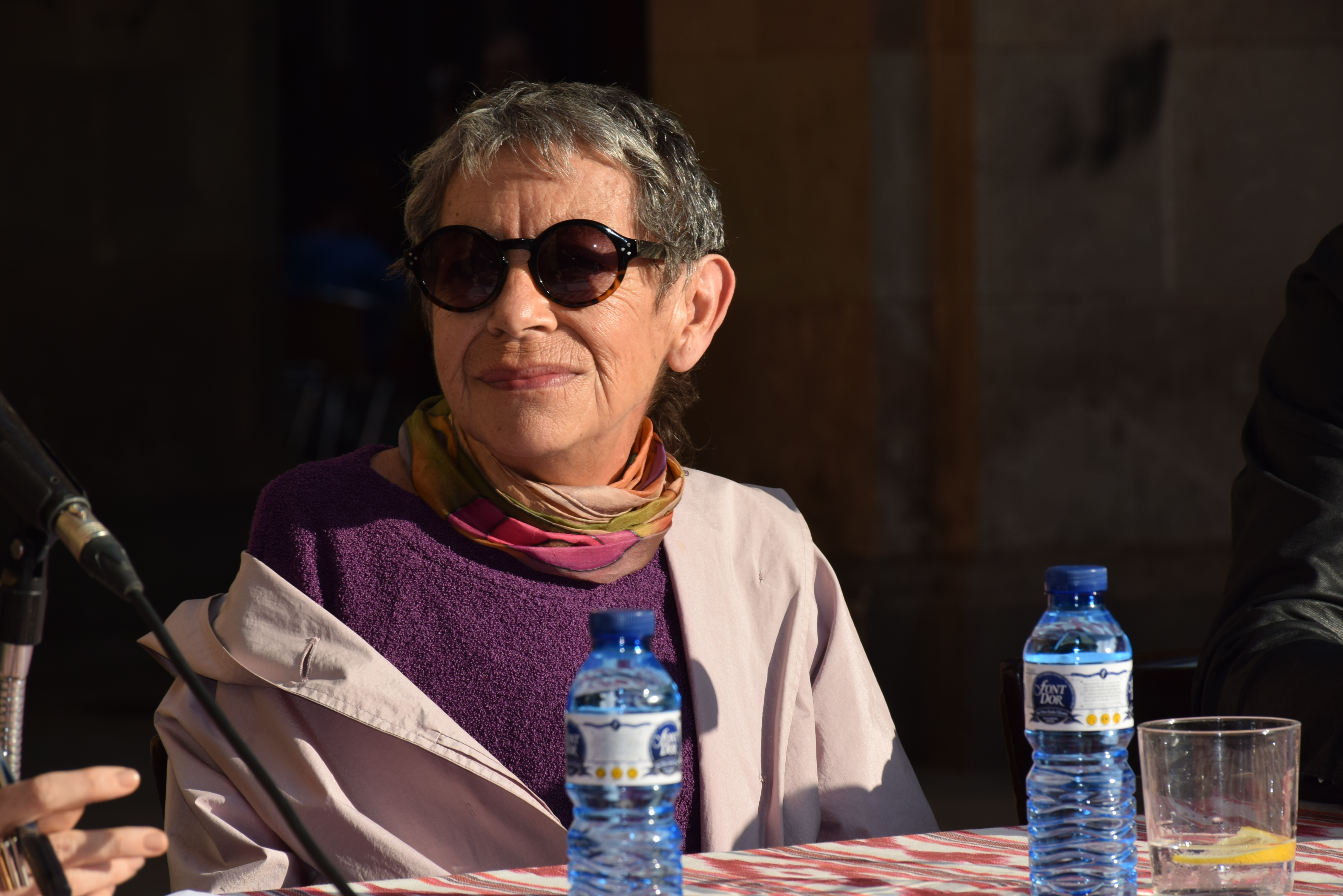
Maria Antònia Oliver el 2016

- Muller qui cerca espill. Circuito catalán de la Televisión Española, emitido en 1980 en el espacio "Lletres Catalanes"
- Vegetal. Circuito catalán de la Televisión Española, emitido en cuatro capítulos en el año 1980 en el espacio "Novela"
- Vegetal i Muller qui cerca espill. Barcelona: Hogar del Libro, 1982
- Que patines, Laura? Televisió de Catalunya: 1987
- Estudi en lila. Catalunya Ràdio: 1988-89
- La vident. Televisió de Catalunya: 1990
- Sagitari. TVC: 1999.
- Capità Escalaborns (con Carles Benpar). Cinema: Swann Europea i TV3, 1990 (largometraje)

### Traducciones
En español, hechas por la autora:
- Mario Baratto: Teatro y luchas sociales [con Jaume Fuster]. Barcelona: Península, 1971
- Charles Darwin: Teoría de la evolución [con Jaume Fuster]. Barcelona: Península, 1971
- Natalia Ginzburg: Nunca me preguntes [con Jaume Fuster]. Barcelona: Dopesa, 1974
- Lenin: Escritos sobre la literatura [con Jaume Fuster]. Barcelona: Península, 1975
- Vladímir Maiakovski: Poesía y revolución [con Jaume Fuster]. Barcelona: Península, 1971
- Jean-Jacques Marie: El trotskismo [con Jaume Fuster]. Barcelona: Península, 1972

En catalán, hechas por la autora:
- Italo Calvino: Palomar. Barcelona: Laia, 1985
- Kurt Diemberger: Entre 0 i vuit mil metres. Barcelona: Nova Terra, 1975
- Herman Melville: Moby Dick. Barcelona: Edicions 62, 1984. (Premio Literatura Catalana de la Generalidad 1985)
- Mary Rodgers: Quin dia tan bèstia. Barcelona: La Magrana, 1995
- Robert Louis Stevenson: Les aventures de David Balfour. Barcelona: La Magrana, 1987
- Anton Txèkhov: L'estepa i altres narracions [amb Ricard Sanvicente]. Barcelona: Edicions 62, 1991
- Mark Twain: Les aventures de Tom Sawyer. Barcelona: La Galera, 1982
- Julio Verne: El castell dels Càrpats. Barcelona: Edicions 7x7, 1978; Barcelona: La Magrana, 1992
- Virginia Woolf: Els anys. Barcelona: Nova Terra, 1973; Barcelona: Edhasa, 1988
- Virginia Woolf: Orlando. Barcelona: Edhasa, 1985
- Virginia Woolf: Les ones. Barcelona: Edhasa, 1989

### Libros-reportaje
- Les Illes. Fotografía de Toni Catany. Barcelona: Publicaciones de la Abadía de Montserrat, 1975

## Estudios sobre la autora y su obra
- Dari Escandell. Na Lònia Guiu de Maria-Antònia Oliver: la profanació d’un espai literari en català vedat a la dona, Universitat d'Alacant, 2008
- Carles Cortés i Dari Escandell. Retrats. Maria Antònia Oliver. Barcelona: AELC, 2006
- Isabel-Clara Simó. Maria-Antònia Oliver, una dona intel·ligent, Canigó (15/03/1980), p. 9-13

También mencionada en
- Oriol Pi de Cabanyes, y Guillem-Jordi Graells. La generació literària dels 70. 25 escriptors nascuts entre 1939 i 1949, (1971), Barcelona: reed. Asociación de Escritores en Lengua Catalana, 2004
- Adolf Piquer, y Àlex Martín. Catalana i criminal. La novel·la detectivesca del segle XX. Palma de Mallorca: Documenta Balear, 2006
- "Maria-Antònia Oliver", Margalida Pons, y Catalina Sureda (ed.) (Des)aïllats: narrativa contemporània i insularitat a les Illes Balears. Barcelona: PAM, 2004
- Joaquim Vilà i Folch. 'Negroni de Ginebra' de Maria-Antònia Oliver, a Serra d'Or. Barcelona, Año XXXIII, Núm. 384 (diciembre de 1991) p. 103

## Premios y honores
- 1971, Premio Recull Francesc Puig i Llensa de narración por Muller qui cerca espill, les mans s'hi talla.
- 1984, finalista del Premio Sant Jordi por Crineres de foc.
- 1985, Premio de Literatura Catalana de la Generalidad de Cataluña por la traducción de Moby Dick.
- 1991, Premio Literaris de Girona Prudenci Bertrana, por Joana E..
- 1994, Premio Ciudad de Palma Llorenç Villalonga de novela por Amor de cans.
- 2001, Premio Trayectoria de la Semana del Libro en Catalán.
- 2003, Premio Ramon Llull del Gobierno de las Islas Baleares.
- 2004, Premio Jaume Fuster de los escritores en lengua catalana.
- 2007, Premio Cruz de San Jorge por su trayectoria como escritora.
- 2012, Madrina de la promoción de la Universidad Abierta de Cataluña
- 2016, Premi d’Honor de les Lletres Catalanes.[9]
- 2022 Medalla d'Or de la Comunitat Autònoma Illes Balears, a título póstumo[10]